# سهام السبتي
سهام السبتي (1 تموز/يوليو 1942 -)، ممثلة عراقية اسمها الأصلي سهام سبتي هرمز، ولدت في بغداد من عائلة مندائية، وهي ممثلة ومساعدة مخرج وعازفة جيتار أيضاً. وتعد من أفضل الفنانات العراقيات في تجسيد دور الام واهمية ذلك تأتي من كونها مثلت دور الام لاسيما العجوز وهي في ريعان شبابها وذلك في المسلسل العراقي الشهير (تحت موس الحلاق).
ابتدأت دراستها الابتدائية في مدرسة في (باب السيف) الابتدائية في الشواكة وسط بغداد.
وفي عام 1950 سافرت مع اهلها إلى لبنان وهي في الصف الثاني الابتدائي، واكملت الابتدائية هناك، ومن ثم عادت إلى بغداد واكملت المتوسطة والثانوية فيها.
دخلت الفنانة سهام معهد الفنون الجميلة القسم المسائي، لدراسة الموسيقى بين عامي 1960 – 1961 وكانت في بداياتها مغرمة بالعزف على الجيتار، لكن عن طريق الصدفة كان هناك إعلان عن حاجة قسم المسرح إلى ممثلات من اقسام الأخرى للمعهد، وقدمت للاختبار أمام الأستاذ والفنان العراقي الكبير جعفر السعدي ونجحت في الاختبار. وكان أول عمل مسرحي لها هي مسرحية (جان دارك) من إخراج الفنان جعفر السعدي. التحقت عام 1961 – 1963 بـ (الفرقة الشعبية) التي يرأسها جعفر السعدي واشتركت بأداء دور في مسرحية (البيت الدميا).
عام 1968 تخرجت في معهد الفنون البيتية والتحقت في مؤسسة الإذاعة والتلفزيون ، وقدمت العديد من البرامج التمثيلية.
عام 1969 اسست مع عدد من الممثلين الكبار الفرقة القومية للتمثيل.
ومن أشهر اعمالها الفنية على الأطلاق هو مسلسل ((تحت موس الحلاق)) الذي اخرجه الفنان عمانوئيل رسام، والذي يعد من أهم الأعمال الكوميدية الشعبية التي تسجل مظاهر الحياة البغدادية عبر احداث تدور في محل الحلاق حجي راضي والصانع عبوسي ولعبت دور أم غانم ويعد مقطع قراءة الرسالة من قبل الحجي راضي (سليم البصري) إلى أم غانم هو من أشهر وأجمل المقاطع الدرامية الكوميدية التي يحفظها العراقيون وكلمة (أه ديكي نحباني للو) أشبه بالنكتة والمثل العراقي وقد عرض اولى حلقات هذا المسلسل على التلفزيون نهاية العام 1969، فاصبح حديث العراقيين ينتظرونه كل اسبوع.
غادرت العراق عام 1999 متوجهة إلى الأردن لظروفها الاقتصادية الخانقة بسبب الحصار الاقتصادي على العراق وعملت في إذاعة المستقبل التابعة إلى أحد فصائل المعارضة العراقية، وهي تعيش حالياً في أستراليا مع عائلتها منذ عام 2005 .

## الأفلام السينمائية
- اوراق الخريف عام 1962 وكان أول فيلم سينمائي لها
- حب ودراجة
- فائق يتزوج (1984)
- حب في بغداد (1987)
- ستة على ستة (1988)
- عمارة 13 (1989)

## المسرحيات
- بيت أبو كمال
- المصيدة
- الأرض والعطش والناس *الربح والحب
- بيت أبو كمال
- بيت أبو هيلة.

## المسلسلات
- تحت موس الحلاق
- تحت موس الحلاق2
- بيتنا وبيوت الجيران
- الكذبة الأولى
- الذئب وعيون المدينة
- ذئاب الليل
- أحلى الكلام
- أكل وشرب
- بيت الحبايب
- القلب في مكان آخر
- فتاة في العشرين.
- الفراشات.
- يا صاحب الوجه القبيح.
- وآخر أعمالها الفنية كانت عام 2007 في أستراليا، حيث قدمت مسرحية عنوانها الرسالة الثانية إلى حجي راضي.

## الجوائز التقديرية
- جائزة المركزالعراقي للمسرح في مسرحية حرم صاحب المعالي عام 1980 .
- جائزة المركزالعراقي للمسرح عن أفضل ممثلة في مسرحية المصيدة عام 1986 .
- شهادة تقديرية بمناسبة مرور عشر سنوات على تأسيس الفرقة القومية للتمثيل.
- شهادة تقديرية من وزارة التعليم العالي والبحث العلمي.
- شهادة تقديرية عن الأعمال التلفزيونية التي اقيمت بمناسبة المهرجان السينمائي والتلفزيوني الخامس في بغداد.

## الوصلات الخارجية
مقطع قراءة الرسالة بين سليم البصري وسهام السبتي- من أجمل مقاطع الدراما العراقية على يوتيوب